# Johan Brolenius
Johan Brolenius (ur. 7 czerwca 1977 w Kumli) – szwedzki narciarz alpejski, reprezentant klubu Örebro SLF, uczestnik Igrzysk Olimpijskich 2006 w Turynie. Zajął 8. miejsce w slalomie i 18 w kombinacji alpejskiej. Zakończył karierę w 2009, ponieważ chciał poświęcić się grze w pokera. 23 kwietnia 2012 został trenerem reprezentacji Szwecji w slalomie. Mówi po szwedzku, angielsku i niemiecku. Na mistrzostwach świata 2009 wystartował w slalomie. Pierwszy bieg ukończył na drugim miejscu, jednakże drugiego nie ukończył.